# لیزلی
لیزلی (به لاتین: Liseleje) یک منطقهٔ مسکونی در دانمارک است که در هلسنس، کمون دانمارک واقع شده‌است. لیزلی ۶ کیلومتر مربع مساحت و ۲٬۴۹۹ نفر جمعیت دارد.